# Eliandro
Eliandro dos Santos Gonzaga (* 23. April 1990 in São Paulo), auch Eliandro genannt,  ist ein brasilianischer Fußballspieler.

## Karriere
Eliandro wurde schon früh für die Nachwuchsteams des Cruzeiro EC verpflichtet. Nach den verletzungsbedingten Ausfällen der Spieler Wellington Paulista und Kléber erhielt er in der brasilianischen Meisterschaftssaison 2009 die Möglichkeit, sich für die erste Mannschaft zu empfehlen. Er konnte sich aber nicht durchsetzen. Für den Spieler begann daraufhin eine Wanderschaft durch verschiedene, meist zweitklassige Vereine, z. B. 2011 an den ABC Natal.
Auch eine Chance 2012 in der ersten portugiesischen Liga vermochte er nicht zu nutzen. 2014 ging Eliandro nach Cabo Frio und wechselte danach weiter mehrmals den Klub. Derzeit spielt er für den Guarani FC. Mit diesem wurde er 2016 in der Série C Tabellenzweiter und schaffte somit den Aufstieg in die Série B für 2017. Am Ende der Saison 2017 wechselte Eliandro zum Associação Ferroviária de Esportes nach den Spielen in der Staatsmeisterschaft mit Ferroviária, wechselte Eliandro im Mai 2018 zum Clube do Remo.
Nach Abschluss der Saison unterzeichnete Eliandro einen neuen Kontrakt beim Chiangmai FC aus Thailand. Der Verein aus Chiangmai hatte sich als Tabellendritter für die Thai League Saison 2019 qualifiziert. Ende 2019 musste er mit Chiangmai wieder in die zweite Liga absteigen. Nach 29 Spielen in der ersten Liga wechselte er Anfang 2020 zum Erstligisten Suphanburi FC nach Suphanburi. Für Suphanburi absolvierte er 13 Erstligaspiele. Ende Dezember 2020 unterschrieb er einen Vertrag beim Ligakonkurrenten Chonburi FC in Chonburi. Nach 13 Erstligaspielen, in denen er vier Tore erzielte, wechselte er im Mai 2021 zum ebenfalls in der ersten Liga spielenden Samut Prakan City FC. Hier stand er bis Jahresende unter Vertrag und absolvierte 15 Ligaspiele. Im Anschluss war er zunächst ohne neuen Kontrakt. Im August 2022 ging er nach Indien, wo er einen Vertrag beim SC East Bengal unterschrieb. Für den Erstligisten aus Kalkutta bestritt er sieben Erstligaspiele. Im Februar 2023 kehrte er in seine Heimat zurück. Hier nahm ihn der AA Internacional aus Limeira unter Vertrag. Seit Beendigung der Spiele um die Staatsmeisterschaft im April 2023, ist er ohne neuen Kontrakt.